# 泰卡迪
泰卡迪（Tekadi），是印度马哈拉施特拉邦那格浦尔县的一个城镇。总人口17179（2001年）。

## 人口
该地2001年总人口17179人，其中男性9139人，女性8040人；0—6岁人口1954人，其中男1018人，女936人；识字率74.31%，其中男性为80.11%，女性为67.71%。